# Droguet
Pour les articles homonymes, voir Droguet (homonymie).

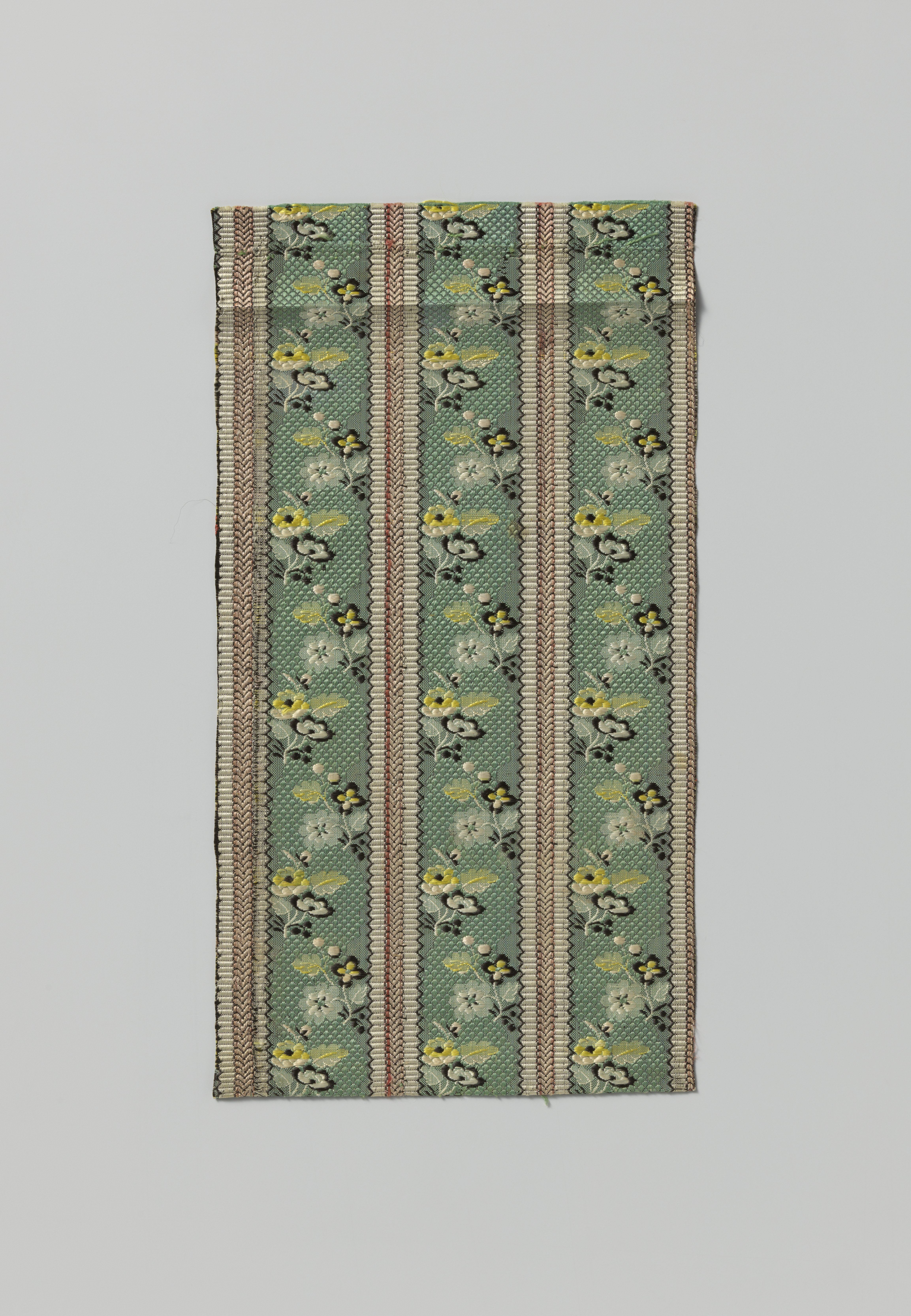
Droguet de soie des Pays-Bas, vers 1800.

Le droguet est un tissu fabriqué en particulier du XVIe au XIXe siècle. C'est souvent une étoffe grossière à chaîne de lin et à trame de laine, portée par les paysans par exemple en Bretagne aux XVIIIe et XIXe siècles. Il est parfois dénommé également garro en Bretagne(francisation du breton garv : rêche, rugueux, rustique).

## Description
Dans son acception la plus commune, le droguet est un tissu dans lequel la trame est de chanvre ou de lin sur chaîne de laine (du XVIe au XVIIIe siècle) ou de laine sur coton, généralement considéré comme un tissu de médiocre qualité,. Le tissu de droguet pourrait être l'un des ancêtres du jean.
Le droguet peut aussi être une étoffe tramée de coton sur soie, voire uniquement de soie, sur laquelle des dessins brochés passent à l'envers d'un dessin à l'autre sans être tissés dans le fond de l'étoffe.